# Gaetano Contento
Gaetano Contento (Bari, 1930 – Bari, 21 aprile 2001) è stato un giurista e avvocato italiano, allievo di Aldo Moro.

## Biografia
Professore di diritto penale e avvocato penalista, ha svolto lungamente l'attività di docente presso la facoltà giuridica dell'Università degli Studi di Bari, la quale ha intitolato la sala delle lauree alla sua memoria.
Ha portato avanti la scuola di pensiero penalistica di Aldo Moro.

## Opere principali
- Liceità apparente e responsabilità penale nella difesa legittima e nello stato di necessità, Roma, "Juris Domus", 1956;
- Introduzione allo studio delle circostanze del reato, Napoli: Jovene, 1963;
- La condotta susseguente al reato, Bari, "Leonardo da Vinci" Editrice, 1965;
- La concussione, Bari, Laterza e Figli, 1970,
- Giudice penale e pubblica amministrazione: il problema del sindacato giudiziale sugli atti amministrativi in materia penale, Roma - Bari: Laterza, 1979;
- Lezioni di diritto penale 1: I principii di politica criminale e di politica penale dell'ordinamento giuridico italiano, Roma - Bari, Laterza, 1984;
- Lezioni di diritto penale 2: La struttura del reato e i presupposti della responsabilità penale, Roma-Bari, Laterza, 1985;
- Corso di diritto penale, Laterza, 1989, ultima ed. 2006;
- Lotta al riciclaggio del denaro sporco: nuova disciplina dei pagamenti, dei titoli di credito e delle attività finanziarie con Lelio Barbiera, appendice a cura di  Giovanni Conso, Milano, Giuffrè, 1991;
- Scritti 1964-2000, a cura di Giuseppe Spagnolo, Bari: Laterza, 2002.